# Old Castle Mains

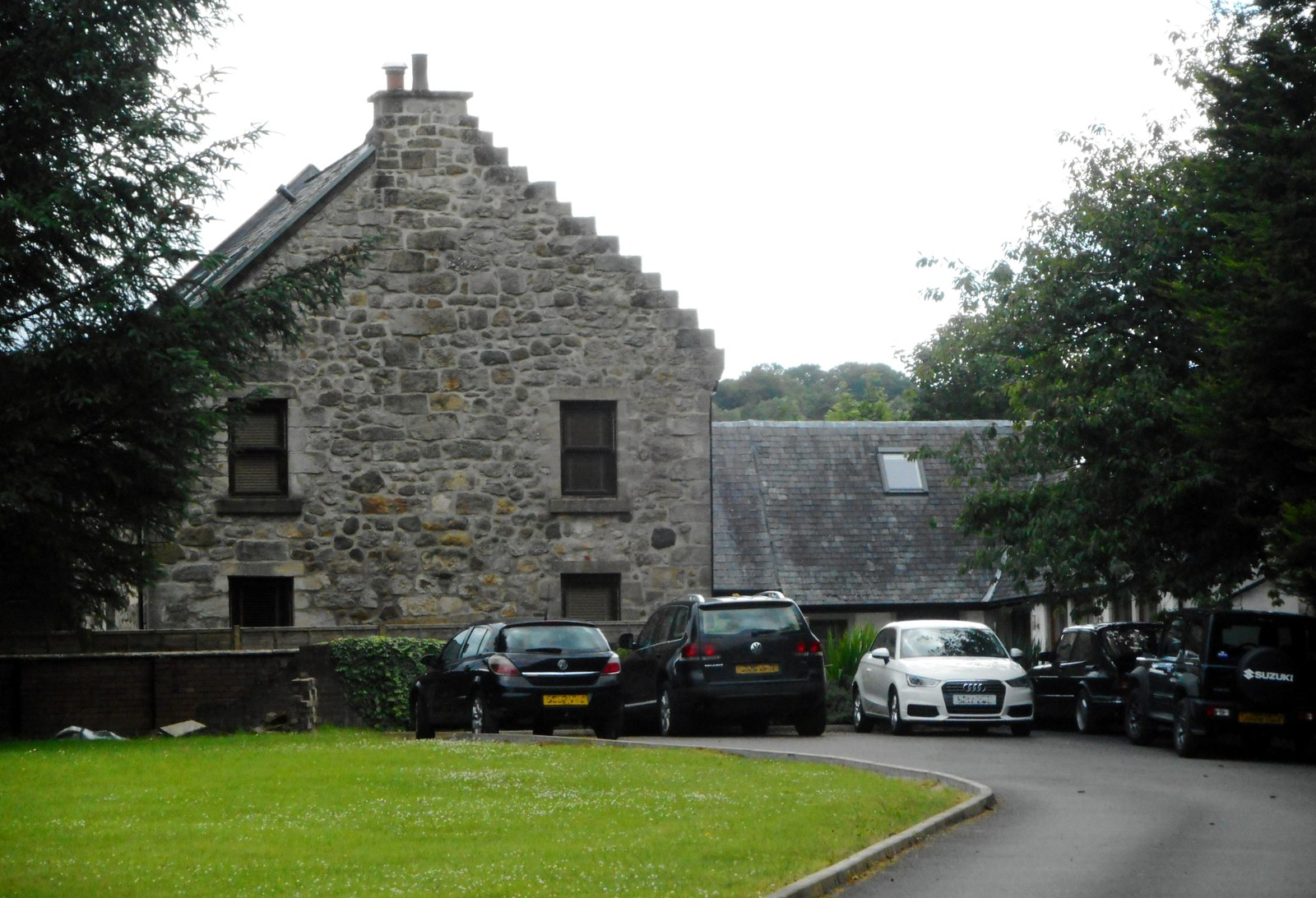
Old Castle Mains

Das Old Castle Mains, auch Old Mains Farm, ist ein landwirtschaftliches Gebäude außerhalb der schottischen Stadt Milngavie in East Dunbartonshire. Es liegt am Ende einer einspurigen Stichstraße südwestlich von Milngavie auf halbem Weg ins benachbarte Bearsden. 1971 wurde das Old Castle Mains in die schottischen Denkmallisten in der Kategorie B aufgenommen.

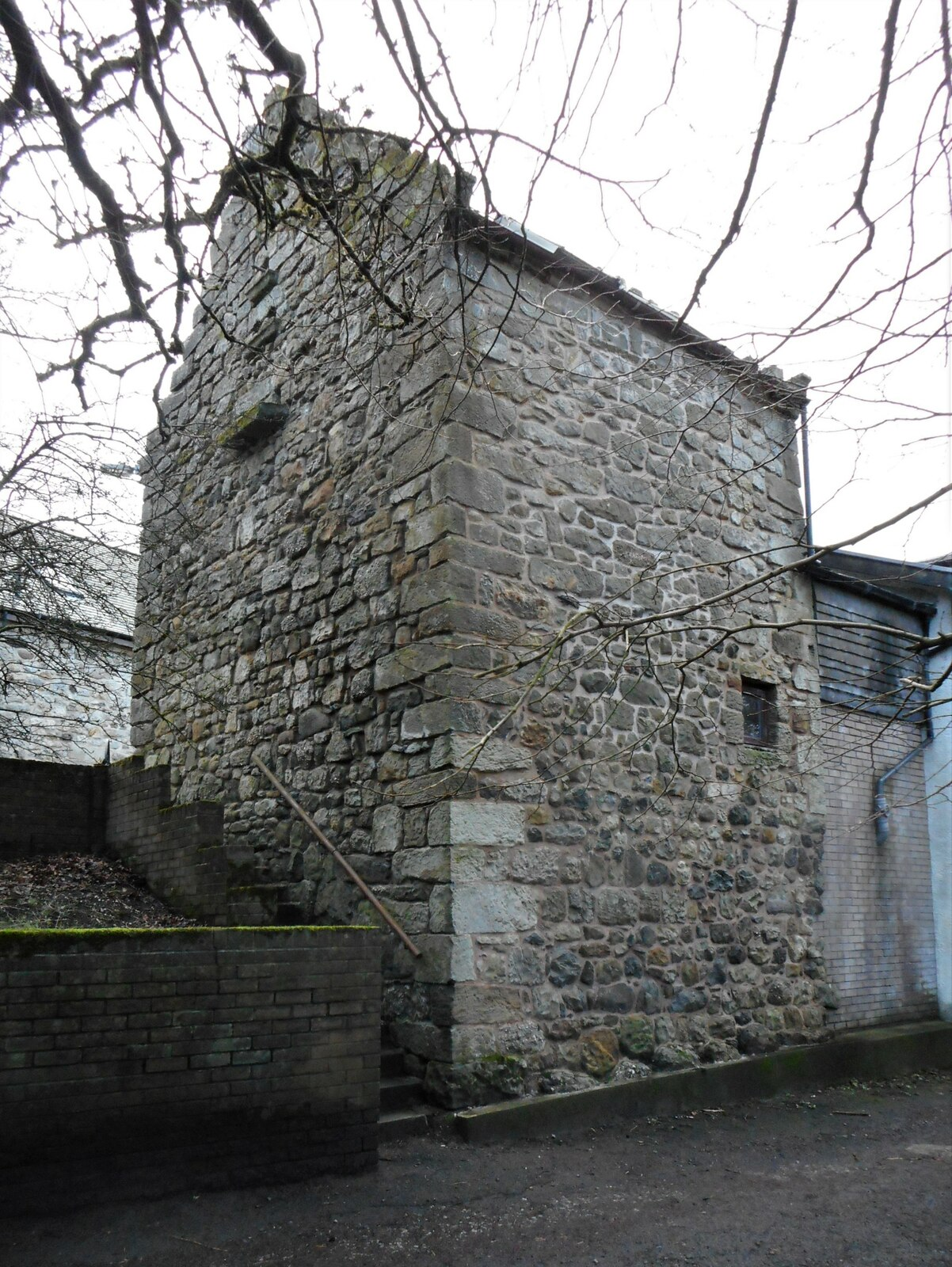
Vermutlicher Taubenturm

## Beschreibung
Die Gebäude von Old Mains Castle umfassen drei Seiten eines quadratischen Innenhofs. Die einzelnen Gebäudeteile schließen mit schiefergedeckten Satteldächern ab. Die beiden zum Einfahrt weisenden Giebelflächen sind als Staffelgiebel gearbeitet. Das nebenliegende kleine Wohngebäude ist ein Überbleibsel eines ehemaligen größeren Gebäudes. Es schließt ebenfalls mit einem Satteldach mit Staffelgiebel ab. Die Fassaden des Wohngebäudes sind verputzt. Bei einem weiteren Außengebäude könnte es sich um einen ehemaligen Taubenturm handeln.
Es existieren Planung ein 10,3 Hektar umfassenden Gelände nördlich von Old Mains Castle als Bauland freizugeben, wodurch das Gebäude an den Stadtrand angeschlossen würde.